# Angela Schneider
Angela Schneider, född den 28 oktober 1959 i Saint Thomas, Ontario, är en kanadensisk roddare.
Hon tog OS-silver i fyra med styrman i samband med de olympiska roddtävlingarna 1984 i Los Angeles.